# توم كيرلي
توم كيرلي (بالإنجليزية: Tom Curley)‏ هو لاعب كرة قدم بريطاني، ولد في 11 يونيو 1945 في غلاسكو في المملكة المتحدة. لعب مع نادي برينتفورد ونادي سلتيك ونادي كرو ألكساندرا وهاميلتون أكاديميكال.